# Aracos
Aracos (en llatí Aracus, en grec antic Ἄρακος) fou un militar i home d'estat espartà.
Va ser elegit èfor l'any 409 aC. Nomenat almirall (navarc) de la flota lacedemònia el 405 aC va tenir per vicealmirall (ἐπιστολεύς) a Lisandre que de fet tenia el comandament efectiu, però que per llei no podia exercir dues vegades seguides el càrrec de navarc, segons diuen Xenofont, Plutarc i Diodor de Sicília. El 398 aC va ser un dels comissionats per a inspeccionar la situació a l'Àsia Menor i a prorrogar el comandament de Dercil·lides. L'any 369 aC va ser un dels ambaixadors enviats a Atenes.